# Fefa Álvarez
María Josefa Álvarez Ilzarbe (Pamplona, 1956), conocida como Fefa Álvarez, es una activista por los derechos de las personas con discapacidad y se le considera una impulsora de la unificación del movimiento asociativo. Ha sido docente y ponente en numerosos congresos, jornadas, cursos de posgrado o expertos en universidades, entidades públicas y privadas. Se licenció en Farmacia, con la especialidad en Ecología, en la Universidad de Navarra.
Fefa Álvarez comenzó su actividad como activista en la Asociación Coordinadora de Personas con Discapacidad Física de Navarra. Fue la primera presidenta de la Confederación Española de Personas con Discapacidad Física y Orgánica, conocida por sus siglas COCEMFE, que representa a este colectivo ante la Administración, la empresa privada y la sociedad y concgrega a más de 1.600 organizaciones.
También fue vicepresidenta segunda de la Fundación ONCE, vocal de la Junta de gobierno del Real Patronato sobre Discapacidad y vicepresidenta de la Plataforma del Voluntariado de España.
Además de cargos políticos, también ha trabajado a nivel técnico en diferentes empresas y organizaciones relacionadas con la accesibilidad y la discapacidad. Fue directora general de Fundosa, gerente de consultoría y estudios de la empresa de inserción laboral Inserta, jefa del Área de Accesibilidad al Medio Físico y Directora Adjunta de Accesibilidad Universal de la Fundación ONCE.
Actualmente, es asesora de Accesibilidad Universal del CERMI, el Comité Español de Representantes de Personas con Discapacidad.
Fefa Álvarez ha participado en numerosas publicaciones, como la Colección Accesibilidad de la biblioteca en línea de la Fundación ONCE.